# Jean-Baptiste Rongé
Jean-Baptiste Rongé (Lieja, Bèlgica, 1 d'abril de 1825 - 28 d'octubre de 1882) fou un musicòleg i compositor belga.
Estudià en el Conservatori de la seva ciutat natal i després a Brussel·les, aconseguint l'any 1851 el Prix de Rome. Dedicant-se especialment a l'estudi del ritme en les seves relacions amb la música i la poesia, i referent aquest afer publicà dos llibres interessants. En unió del poeta André Van Hasselt emprengué diverses traduccions rítmiques de les obres mestres de l'escena lírica alemanya i italiana, tals com Don Juan; la flúte enchantée; Oberon; Der Freischütz; Euryante; Le Barbier de Séville; Les noces de Figaro, etc., i de diverses de les millors melodies de Schubert.
Com a compositor a Rongé, se li deuen: l'òpera còmica entres actes La Comtesses d'Albany, estrenada en el Teatre Reial de Lieja el 1875; 24 Estudis rítmics per a cant; una col·lecció de 12 melodies, i una altra de 12 cors per a 4 veus d'home.